# Javier (Filippine)
Javier è una municipalità di quarta classe delle Filippine, situata nella Provincia di Leyte, nella Regione di Visayas Orientale.
Javier è formata da 28 baranggay:
- Abuyogay
- Andres Bonifacio
- Batug
- Binulho
- Calzada
- Cancayang
- Caranhug
- Caraye
- Casalungan
- Comatin
- Guindapunan
- Inayupan
- Laray
- Magsaysay (Responde)

- Malitbogay
- Manarug
- Manlilisid
- Naliwatan
- Odiong
- Picas Norte
- Pinocawan
- Poblacion Zone 1
- Poblacion Zone 2
- Rizal
- Santa Cruz
- Talisayan
- San Sotero (Tambis)
- Ulhay